# یواس‌اس اندرس (دی‌یی-۴۵)

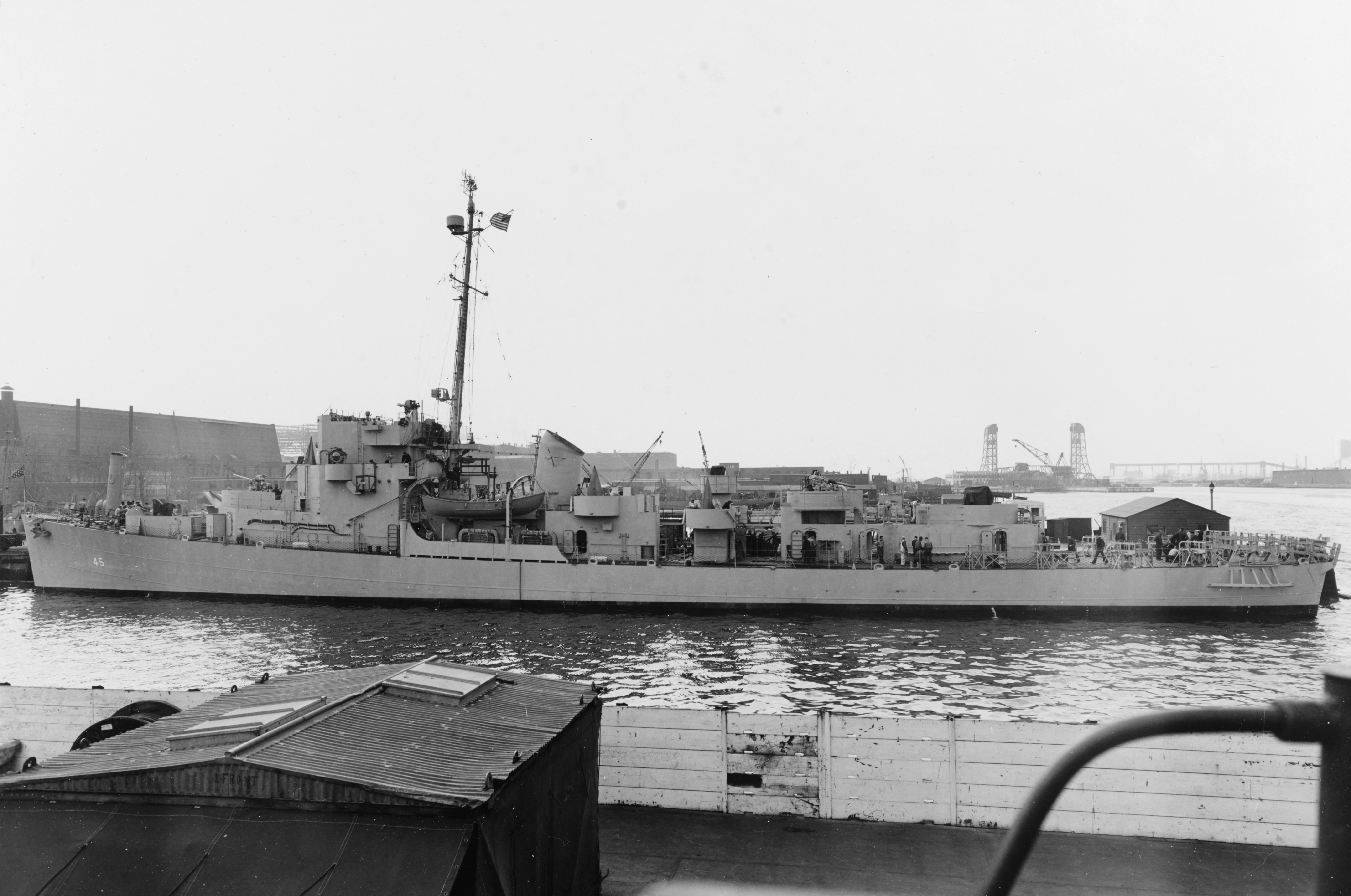
از محدود تصاویر کشتی USS Andres

یواس‌اس اندرس (دی‌یی-۴۵) (به انگلیسی: USS Andres (DE-45)) یک کشتی بود. این کشتی در سال ۱۹۴۲ ساخته شد.